# 日本人形
日本人形（にほんにんぎょう）は、和服を着、日本髪を結った、日本の伝統的な風俗を写した人形の総称である。一般に日本人形という場合、「市松人形」や「衣裳人形」のことが多い。一般家庭等で置物として飾られる工芸品としての他、美術的価値の高い品もある。
1927年（昭和2年）にアメリカ合衆国に市松人形が人形大使として贈られた際に、「日本人形」の説明が付けられた。

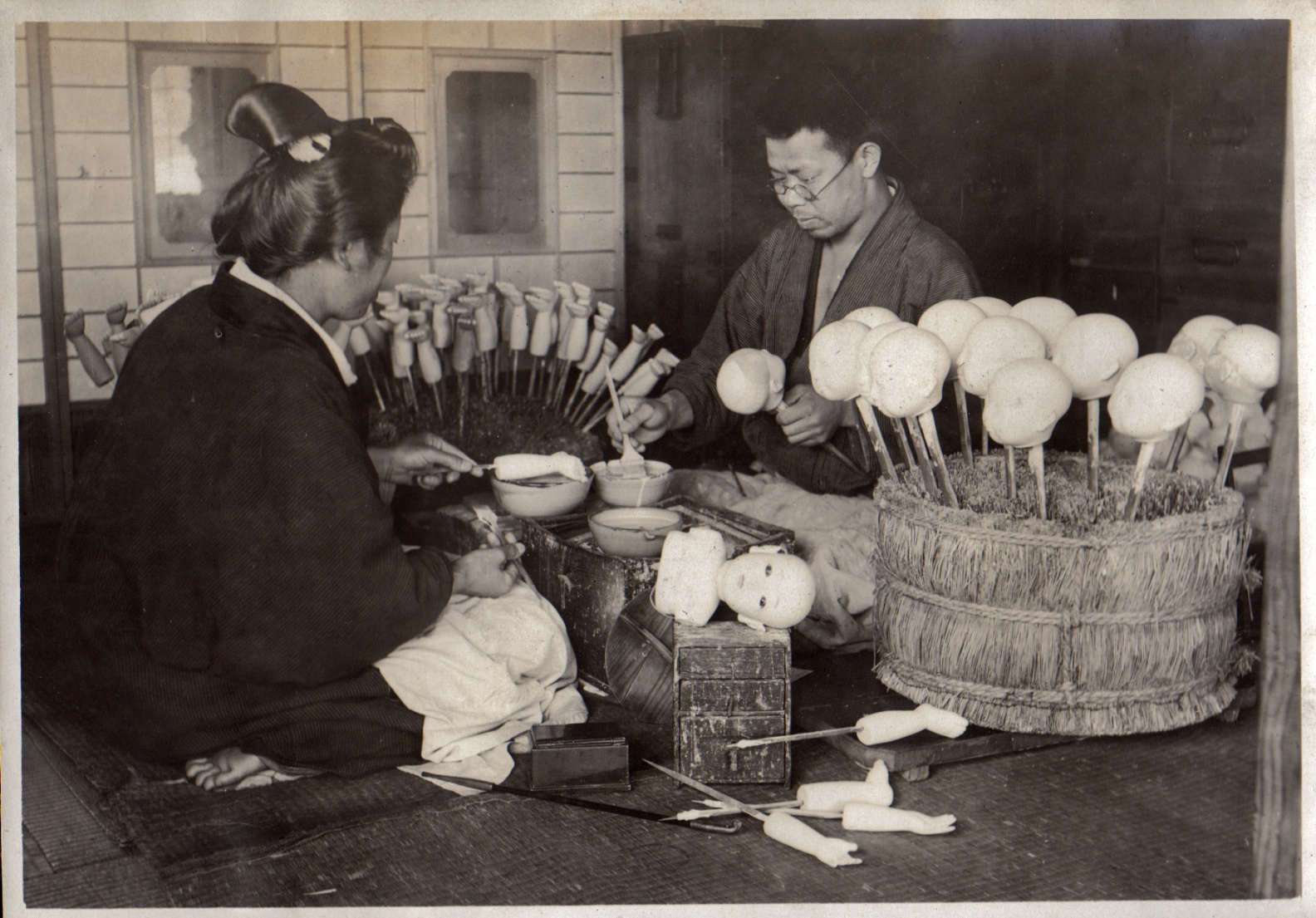
人形製作の様子（1915年）

## 歴史
衣裳人形は、江戸時代に武家の子女が嫁ぐ際に、婚礼の家財道具としても扱われる習わしがあり、人形にその災厄を身代りさせるという大切な役割もあった。衣裳人形は、様々な衣裳で製作され、その姿から身分や職業が分けられる。例を挙げれば、「舞妓」「藤娘」「町娘」「武家娘」「姫君」などがある。厄除けの身代りでもあることから、なるべく身分が高く姿の美しい人形が、婚礼道具として勧められる。このような人形を婚礼道具のひとつとした時代は近年まで続き、1980年代半ばまで多くみられた。

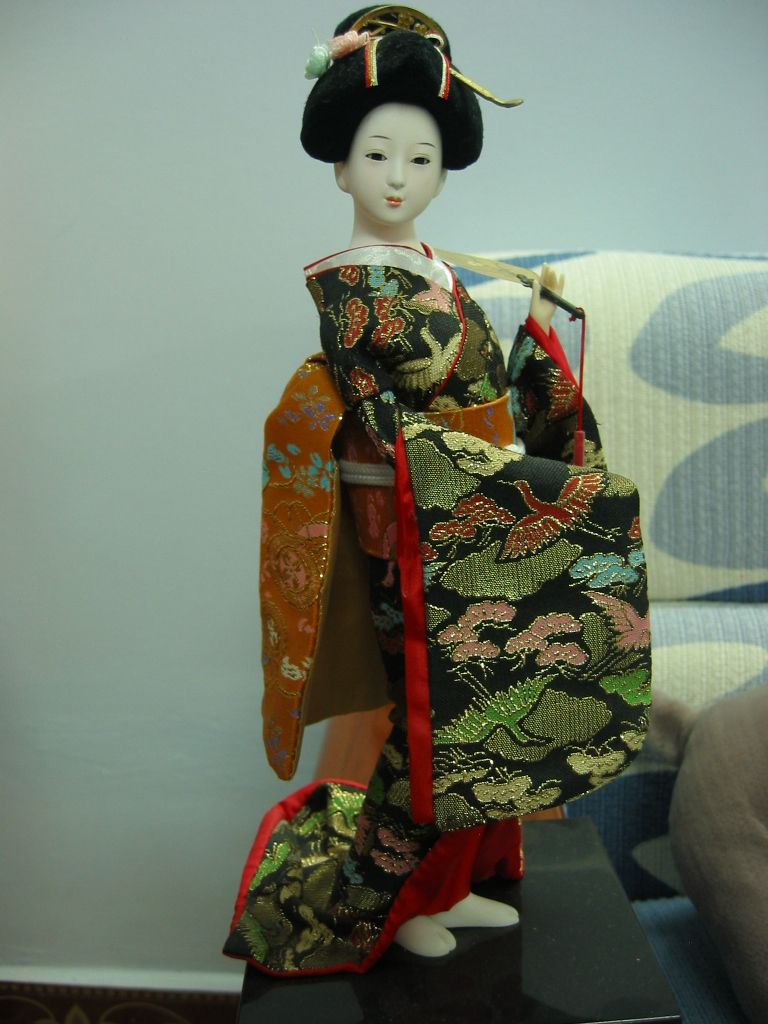
衣裳人形の一例

## 製作
日本人形の中でも、節句人形は伝統的にその手や足、頭（顔）、髪結い、衣裳の仕立てなどそれぞれを専門に製作を受け持つ人形工芸師が分業している。製作において人形は順番に人形工芸師の手によって組み立てられる。そして、最終的に衣裳の着物を着付ける人形着付け師のもとで、完成まで仕上げられる。一般によくいわれる、有職人形はこのような製作手順がとられている。主に京都、東京で製作される。

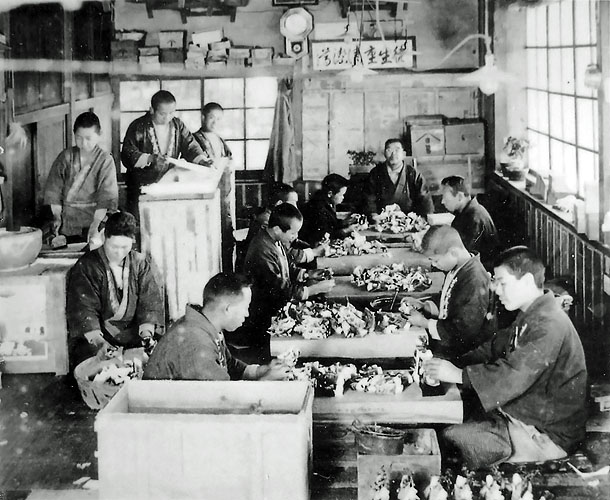
鴻巣雛の製作（1932年頃）

## 種類

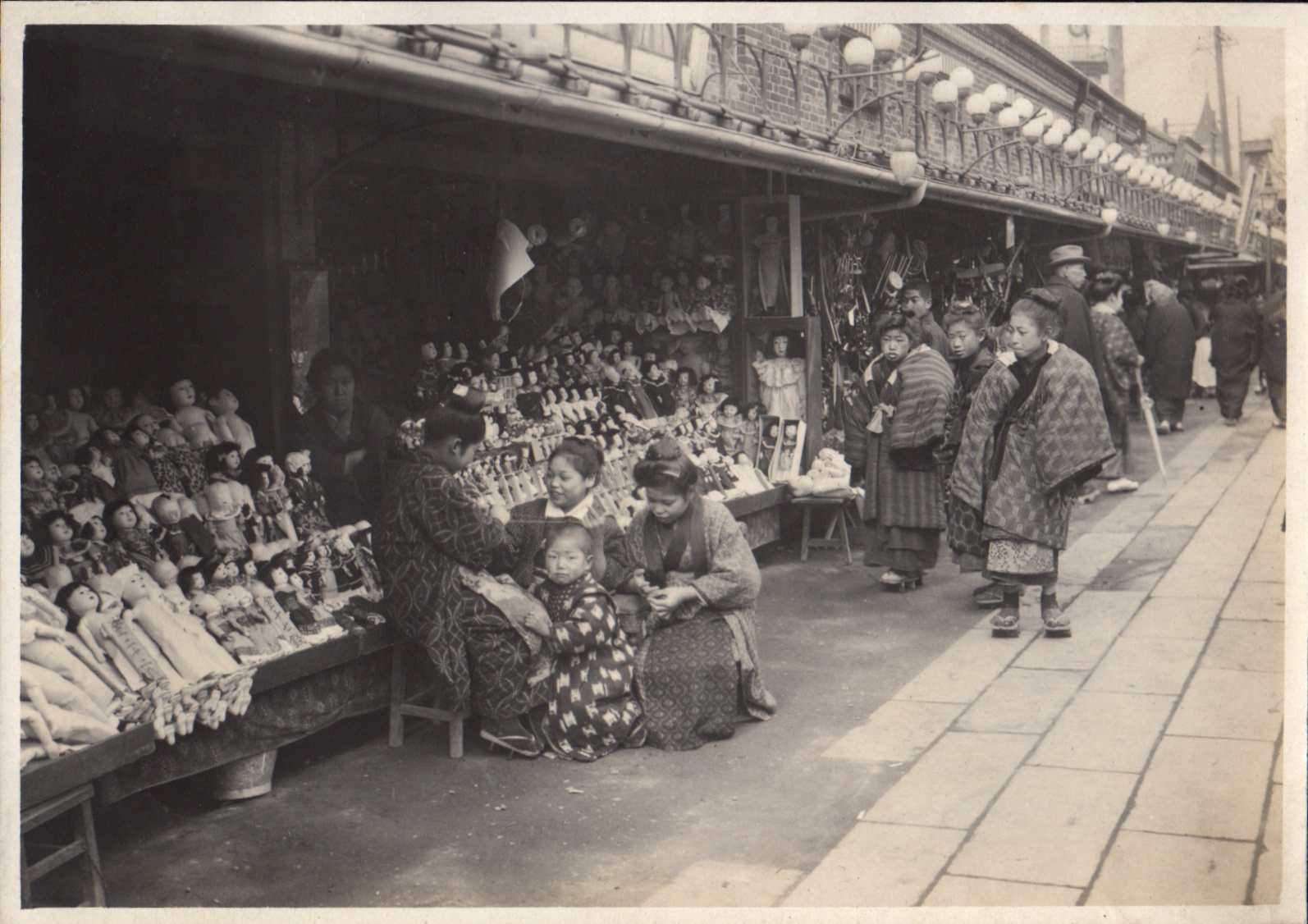
人形店の様子（1915年）

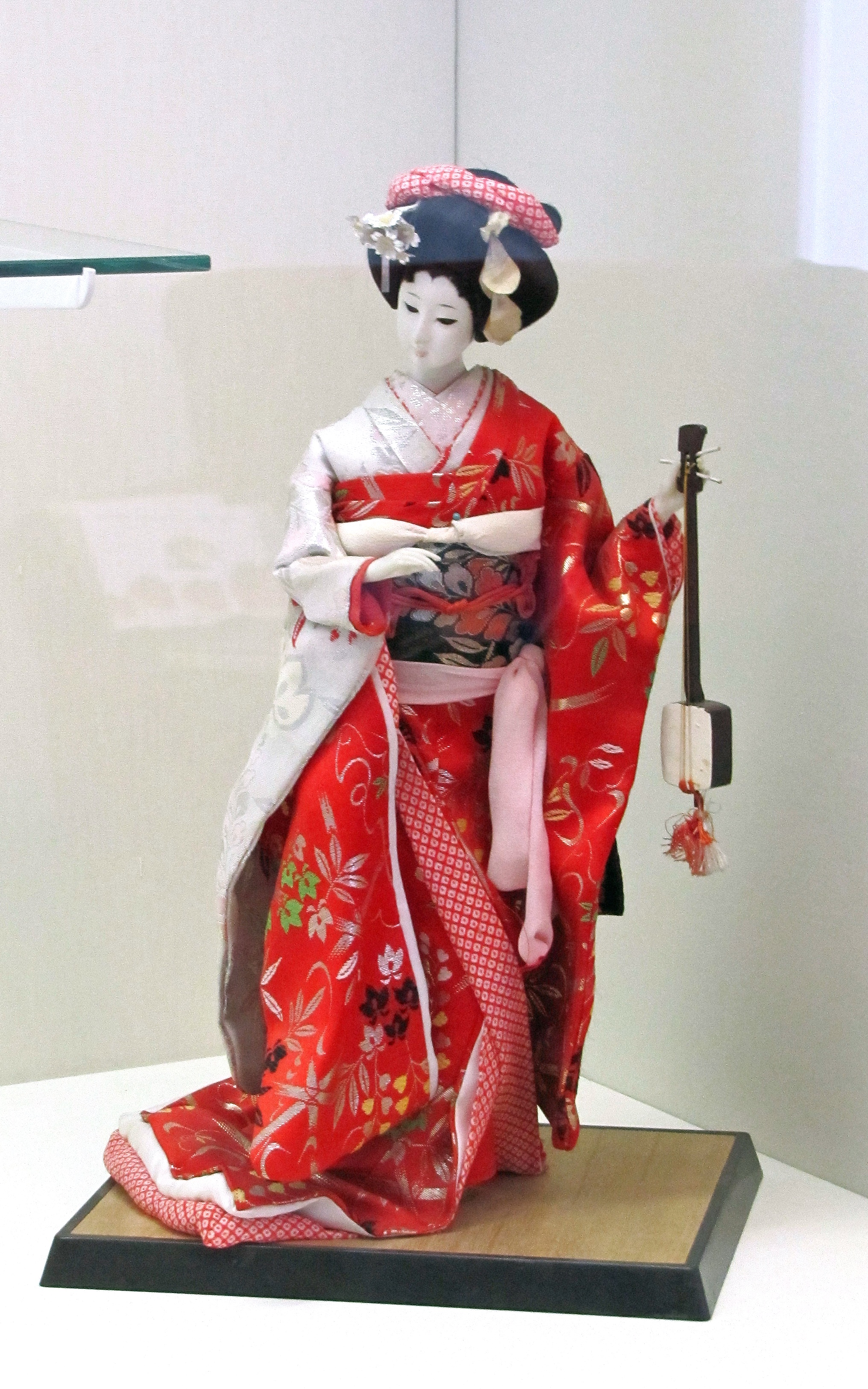
おやま人形の一例

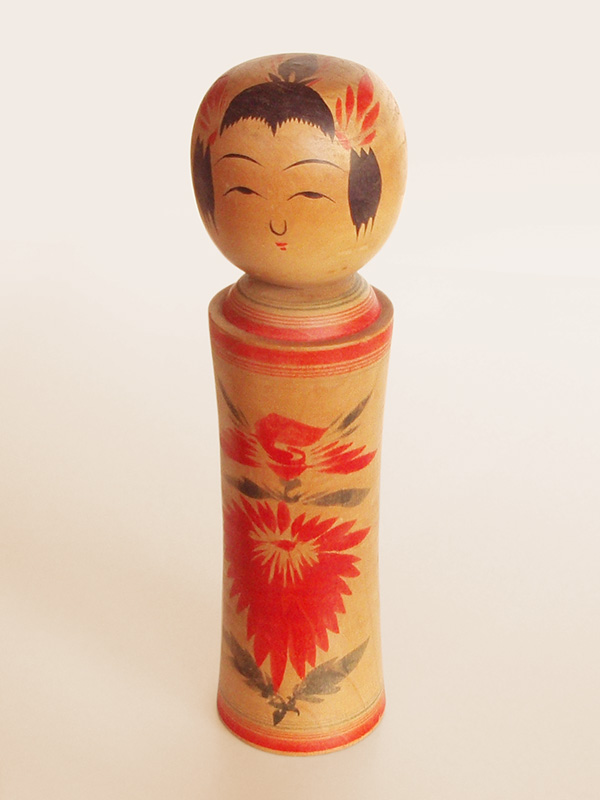
こけし人形

市松人形（いちまつにんぎょう）
着せ替え人形の一種。桐塑または木で出来た頭と手足に胡粉（ごふん、蛤粉ともいう）を塗り、おがくずを詰め込んだ布で出来た胴につなげた人形で、裸の状態で売られ、衣装は購入者が作成する。東人形、京人形、『いちまさん』とも。
木目込人形（きめこみにんぎょう）
桐塑または木で作られた人形に、衣服の皺や模様の形に本体に筋彫りを入れ、筋彫りに目打ちなどで布の端を押し込んで衣装を着ているように仕立てた人形。雛人形や七福神といったヒトガタの人形のほか、干支飾りや観賞用の手鞠などもある。
おやま人形
女性型の衣装着人形の総称。藤娘や汐汲などの日本舞踊の衣装を着ていることが多い。人形師の小山次郎三郎にちなんでおやま人形と呼ばれる。製法は衣裳人形に準ずる。
風俗人形（ふうぞくにんぎょう）
やまと人形
市松人形、東人形、京人形などの総称。各地でめいめいに呼ばれていたため、1933年（昭和8年）吉德十世山田徳兵衛が中心となり、総じて「やまと人形」の呼称が考え出された。頭と手足は桐塑、胴はおがくずを詰め込んだ布で出来た玩具の着せ替え人形で、人形のみでの状態で売られ、着物や衣装は購入者が作成する。女児の遊び道具のほか、和裁の裁縫の練習台としても使用された。
御所人形（ごしょにんぎょう）
主に男児の赤子、帝をかたどった土製、桐塑製の人形。江戸時代には、その見た目より白菊人形、頭大人形、人形問屋の名前より伊豆蔵人形とも呼ばれていた。御所人形と称されたのは明治時代以降のことである。参勤交代時の西国大名が朝廷、公家より贈答され、国許へのお土産としても使われた。

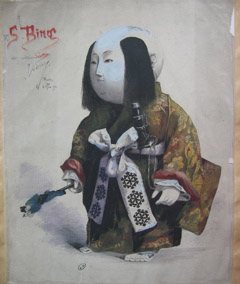
ジュール・アデリンの版画の御所人形

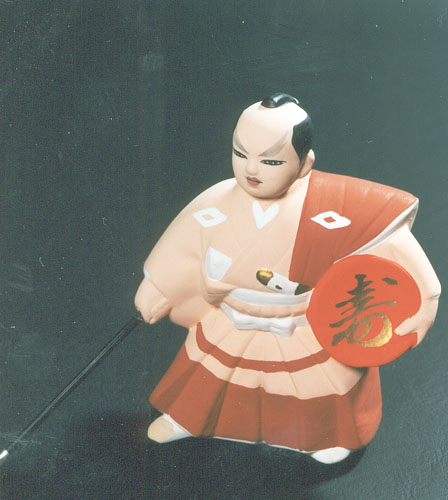
博多人形

博多人形（はかたにんぎょう）
土で作られ、焼成された人形。
奈良人形（ならにんぎょう）
木製の素朴な郷土人形。一刀彫の一種とされることが多い。
こけし人形
郷土人形。
御台人形（おだいにんぎょう）
木の板の上に御所人形と造花、毛植人形などを取り付け、能の舞台や吉祥物などを表現した人形。皇族の子女の誕生や初節句のお祝いなどに皇室や上流階級で贈答された。
各地の人形については、郷土人形、土人形（つちにんぎょう）も参照のこと。後者には伏見人形、佐土原土人形などが含まれる。

## 日本人形の美術館・博物館
- 阿波十郎兵衛屋敷
- 阿波木偶館
- 阿波木偶人形会館
- 岩槻人形博物館
- 紙わらべ資料館
- 創作土人形工房まちなか交流の家
- 津軽こけし館
- 流しびなの館
- 中津万象園
- 日本土人形資料館